# École nationale supérieure de paysage de Versailles
L'École nationale supérieure de paysage de Versailles - Marseille (ENSP) forme des paysagistes diplômés d'état (DEP) couramment appelés architectes paysagistes ou paysagistes concepteurs.
Un abus de langage courant associe le métier de paysagiste à celui du jardinier. Bien que les deux métiers puisse être pratiqués par une même personne, il s'agit de métiers distinguables. Le jardinier agit à l'échelle du jardin, un espace clos (du latin hortus gardinus « culture gardée » ou hortus conclusus « culture close »). Le paysagiste agit à l'échelle du paysage, défini par la Convention européenne du paysage comme « une partie de territoire [plus ou moins vaste], dont le caractère résulte de l'action de facteurs naturels et/ou humains et de leurs interrelations ».  
Les paysagistes interviennent dans le domaine de l'aménagement et du ménagement des espaces à des échelles variables. Leur compétence inclut le domaine naturel, rural et urbain, de la parcelle au grand territoire. Ils assurent la maîtrise d'œuvre et agissent en tant que conseils auprès de la maîtrise d'ouvrage.

## Présentation
L'École est placée sous la tutelle du ministère de l'Agriculture.
L'ENSP de Versailles est située au Potager du Roi entre la cathédrale Saint-Louis et la pièce d'eau des Suisses. Les locaux qui accueillent l'école de paysage de Versailles sont ceux où l'École nationale d'horticulture prenait place. Le campus de Marseille fait partie du futur Institut méditerranéen de la ville et des territoires. 
Cette école hérite de l'enseignement conjugué de Jean-Baptiste de La Quintinie, directeur de tous les jardins potagers et fruitiers de la maison du roi, et d'André Le Nôtre, jardinier du roi que l'on peut considérer comme le premier paysagiste. 

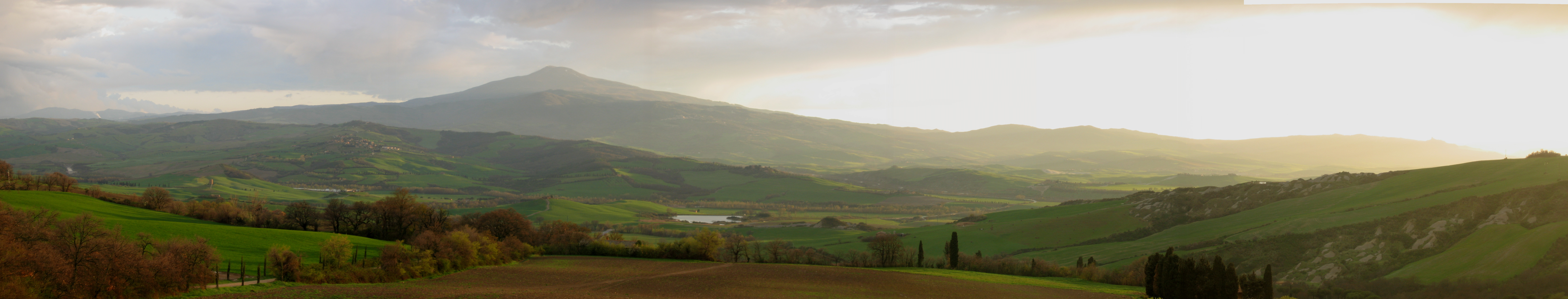
Un paysage, objet d'étude des paysagistes. La convention invite chaque État-membre à considérer ses paysages comme un patrimoine commun pour les Européens (ici Val d'Orcia).

## Historique

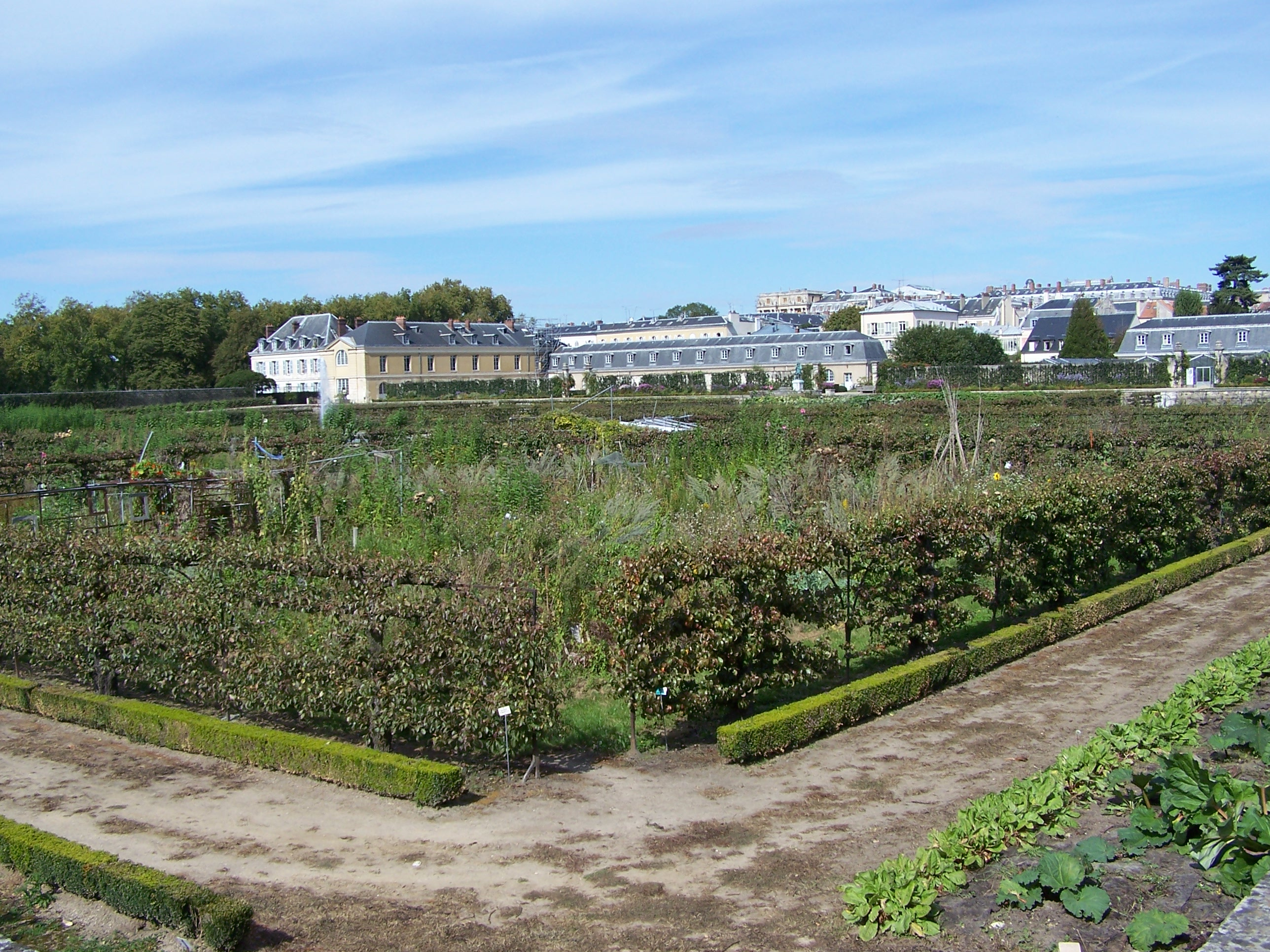
Les jardins des élèves.

Créée en 1976, celle qui n'était au début qu'une option au titre d'ingénieur horticole devint une formation à part entière : celle de Paysagiste diplômé par le gouvernement (DPLG) au même titre que la reconnaissance faite par l'État aux architectes.
À la suite du déménagement de l'École nationale supérieure d'horticulture (ENSH) à Angers en 1995, la décision a été prise de garder un centre de formation sur le site du Potager du Roi, celle de paysagiste DPLG.
L'accès à la formation a été enrichi en proposant celle-ci à Marseille.
Avant cela, le concours était commun avec l'École nationale supérieure d'architecture et de paysage de Bordeaux qui depuis organise son propre recrutement.
De nombreux travaux ont été entrepris sur le site du Potager du Roi pour répondre aux contraintes d'accessibilité. Le site de Marseille a pris ses quartiers au bas de l'escalier de la gare Saint-Charles, 31 boulevard d'Athènes.

## Formations
En France, l'école de Versailles est la plus ancienne formation de paysagistes (création de l'École nationale supérieure d'horticulture en 1874 succédant à l'école nationale d'horticulture créée en 1873), son enseignement a donc beaucoup évolué depuis cent quarante ans.

### Paysagiste DPLG
La formation de paysagiste (DPLG) à l'École nationale supérieure du paysage s'effectue en quatre ans. Elle est accessible, par voie de concours, à tout étudiant titulaire d'un diplôme de niveau Baccalauréat + 2. La dernière année de formation est consacrée à une commande publique appelé Atelier régional ainsi qu'au Diplôme de fin d'étude (TPFE).

Depuis le début des années 1990, l'ENSP a développé une « antenne » à Marseille qui dispense les mêmes formations qu'à Versailles sur les quatre années. Le concours d'entrée prévoit 40 places à Versailles et 20 places à Marseille.

### Master 2 Urbanisme et Aménagement, spécialité paysage et aménagement
Avec l’Université d’Aix-Marseille (Géographie).
La formation vise à former des aménageurs spécialistes du paysage.
Recrutement : Master 1re année ou DPLG 2e année. Diplôme : Master professionnel
20 places à Marseille.

### Certificat d'études supérieures en paysage
Recrutement à Bac +4, sur entretien et dossier. Diplôme : Certificat d'études supérieures en paysage.
10 places à Versailles, 4 places à Marseille.

### Conception et maîtrise d’œuvre de jardin dans le paysage
En deux ans. Recrutement sur entretien et dossier. Diplôme : certificat propre à l’école.
40 places à Versailles.

### Master 2 Théories et démarches du projet de paysage
Avec l’Université Panthéon-Sorbonne et l’Agro Paris Tech. Recrutement : DPLG 2e année ou Master 1re année. Diplôme : master de recherche.
20 places à Versailles.

## Principes pédagogiques

### Marseille
À Marseille, l’organisation pédagogique se fait par année et non par département disciplinaire. Le responsable d’année est l’interlocuteur des étudiants au quotidien. Le collège des enseignants veille à la cohérence des enseignements sur la durée du cursus, les responsables de champs disciplinaires (projet, sciences humaines, arts plastiques, génie paysager), aux progressions proposées.
La troisième année se déroule en tronc commun avec la spécialité Paysage et Aménagement du master Urbanisme et Aménagement (cohabilitation ENSP / Université de Provence).
Les enseignements à temps plein sont organisés par année scolaire, de septembre à juin inclus, comprenant au minimum 32 semaines et au maximum 34 semaines.

### Évaluation
L’évaluation est basée sur le principe du contrôle continu. Les enseignants organisent pour chaque module le contrôle des aptitudes et des connaissances des étudiants vérifiant ainsi que les objectifs pédagogiques des modules sont atteints.

## Personnalités liées à l'école
- Jacques Simon
- Alexandre Chemetoff
- Gilles Clément
- Michel Corajoud
- Pascal Cribier
- Michel Desvigne
- Alain Freytet
- André Le Nôtre
- Monique Mosser
- Jean-Baptiste de La Quintinie
- Jacques Sgard
- Gilles A. Tiberghien